# Гиновци
Гиновци (мкд. Гиновци) су насеље у Северној Македонији, у североисточном делу државе. Гиновци су у оквиру општине Ранковце.

## Географија
Гиновци су смештени у североисточном делу Северне Македоније. Од најближег града, Куманова, село је удаљено 35 km источно.
Село Гиновци се налази у историјској области Славиште. Насеље је положено у долини Криве реке (тзв. Славишко поље), на приближно 490 метара надморске висине.
Месна клима је умерено континентална.

## Становништво
Гиновци су према последњем попису из 2002. године имали 315 становника. Од тога огромну већину чине етнички Македонци (97%), а присутни су и Роми и Срби.
Претежна вероисповест месног становништва је православље.